# Stipendium
Stipendium kallas en form av penninggåva för studerande, forskare, konstnärer och kulturarbetare etc. Till skillnad från ett pris, som brukar utdelas som erkänsla för något redan skapat, brukar stipendiet vara särskilt avsett för att bekosta framtida utgifter av något särskilt slag, till exempel studier och resor. Stipendier är normalt inte skattepliktiga, varken för givaren eller för mottagaren (stipendiaten), de är en skattefri gåva men kan påverka storleken av andra bidrag som till exempel studiemedel. Stipendiaten får inte  utföra något arbete åt stipendiegivaren - då
blir det fråga om lön. Stipendier söks i god tid före det man vill göra. Normalt bör man börja söka redan ett år i förväg. En ansökan bör utformas noggrant men ändå vara kort, levande och lättläst. Det man påstår om sig själv i sin ansökan bör kunna styrkas med intyg, betyg och rekommendationsbrev. Ansökan som normalt är skriftlig måste undertecknas för att vara giltig. Man kan erhålla stipendier från flera givare samtidigt. Förteckningar över stipendier finns både på Internet och i bokform. Böckerna finns att låna på nästan alla bibliotek. 